# Чибанга
Чибанга (на френски: Tchibanga) е областен град на провинция Нянга в Южен Габон.
Населението е 30 042 души (по данни от 2013 г.). През града минава магистрала № 6. Има летище, болница, 2 училища, поща, голяма католическа църква и пазар. Близо до града е водопадът Ивела.
Градът е последният голям град по пътя за Конго-Бразавил. В Чибанга живеят около 15 000 габонци и голям брой изселници от Конго-Бразавил. Върховният комисариат на ООН за бежанците има офис в града. По-голямата част от жителите на Чибанга, в това число и изселниците от Република Конго, са от етническата група бапуну.
Чибанга е разположен на бреговете на река Нянга в южните райони на Габон, където отсъстват гъстите джунгли, характерни за останалата част на страната. Малка електрическа централа и минерален извор снабдяват града с електричество и питейна вода.
До Чибанга се стига след 12-часово пътуване с маршрутно такси от Либревил или със самолет – самолетната линия обаче е нередовна и често летището е затворено. Местните зелено-бели таксита струват около 200 CFA франка.